# Rumänska Stjärnans orden
Rumänska Stjärnans orden (rumänska: Ordinul National Steaua Romaniei), är en rumänsk orden instiftad 1877 av kung Carol I som en militär och civil förtjänstorden. Det är Rumäniens högsta civila orden och delas ut av Rumäniens president. Orden har 6 grader: Riddare (Cavaler), Officer (Ofiţer), Kommendör (Comandor), Storofficer (Mare Ofiţer), Storkors (Mare Cruce) och Ordensband (Colan).